# Mark James
Mark James, född som Francis Zambon den 29 november 1940 i Houston, Texas, död 8 juni 2024 i Nashville, Tennessee, var en amerikansk låtskrivare.
Han växte upp i Houston, Texas. Han skrev låten "Hooked on a Feeling" - som spelades in av B.J. Thomas 1968. 1974 hade Björn Skifs en hit med låten i USA och många andra artister har spelat in låten. Efter att han skrivit denna låt dekade han ner sig med droger och levde i misär, men repade nytt mod och kom på fötter både socialt och ekonomiskt när "Hooked On A Feeling" blev en hitlåt och etta på USA-listan 1974.[källa behövs]
Mark James skrev även och spelade in låten "Suspicious Minds" samt skrev "Always on My Mind".